# Fire and Flames
Fire and Flames (Fire and Flames Music, Fire and Flames Riotwear) ist ein 2002 gegründetes linkes und antifaschistisches Bekleidungs- und Musiklabel aus Kiel (ehemals Göttingen). Auf dem Label sind zahlreiche Veröffentlichungen vorwiegend aus den Genres Punk, Oi! und Ska erschienen. Neben dem Label betreibt Fire and Flames einen Onlineshop und ein Ladengeschäft in Kiel und tritt als Veranstalter von Konzerten auf.

## Geschichte
Fire and Flames wurde 2002 in Boston (USA) gegründet und wechselte dann nach Göttingen. Die erste Veröffentlichung, noch in den USA, war die EP Saipan der Band Czolgosz. In den folgenden Jahren erfolgten weitere Veröffentlichungen von Bands wie Jeunesse Apatride, Banda Bassotti, Obrint Pas und Brigada Flores Magon. Fire and Flames Music brachte außerdem zwei eigene Sampler unter dem Titel „Hate the State“ (2005) und „Hate the State Vol. 2“ (2007) sowie Solidaritäts-Sampler mit den G8-Protesten 2007, der Alten Meierei in Kiel und der Roten Hilfe zusammen mit anderen Labels und politischen Gruppen heraus.
In den Jahren 2011 und 2012 war Fire and Flames am Betrieb des Geschäftes Flaming Star in der Göttinger Innenstadt beteiligt, welches neben Produkten von Fire and Flames weitere Artikel von Marken aus den Bereichen der linken und alternativen Subkulturen angeboten hat. 2013 wurde der Betrieb des Labels und des Versandes vorübergehend eingestellt.
Im Frühjahr 2014 wechselte das Label nach Kiel, wo es von einem neuen Kollektiv weiterbetrieben wird. Im August 2014 erfolgte mit der LP/CD Hoods Up der Band Moscow Death Brigade die erste Veröffentlichung nach dem Neustart von Fire and Flames. Mittlerweile sind über 60 Veröffentlichungen auf dem Label erschienen.

## Eigendarstellung
In seiner Selbstdarstellung bezeichnet sich das Fire-and-Flames-Kollektiv „als AnarchistInnen oder libertäre KommunistInnen“, deren Ziel es ist, „nicht einfach nur gute Musik zu veröffentlichen, sondern gute Musik mit einer Message, die wir unterstützen können“. Dabei seien sie „offen für Bands und Musik, die sich der politischen Linken zugehörig fühlen und sich mit unserem Projekt identifizieren können“.

## Veröffentlichungen
| Katalog | Künstler                                  | Titel                                                | Format      | Jahr        |
| ------- | ----------------------------------------- | ---------------------------------------------------- | ----------- | ----------- |
| FFM062  | Sharp Cut                                 | Trouble From The Streets                             | LP/CD       | 2018        |
| FFM061  | Urban Vietcong                            | Storie tra bottiglie e ciminiere                     | LP+CD       | 2018        |
| FFM060  | Non Servium / Bull Brigade                | The Chaos Brotherhood                                | 10"         | 2018        |
| FFM059  | -                                         | -                                                    | -           | -           |
| FFM058  | V/A                                       | 10 Jahre RASH Leipzig                                | EP          | 2018        |
| FFM057  | Enraged Minority                          | A World To Win                                       | LP/CD/DIG   | 2018        |
| FFM056  | Docnest                                   | Born To Be Riot                                      | LP/DIG      | 2018        |
| FFM055  | Moscow Death Brigade                      | Boltcutter                                           | LP/CD/DIG   | 2018        |
| FFM054  | What We Feel / Mister X                   | All Against All                                      | 12"/CD      | 2018        |
| FFM053  | Drowning Dog & Malatesta                  | Sick Of This Shit                                    | 12" EP      | 2017        |
| FFM052  | Contra Real                               | Keine Kompromisse                                    | EP          | 2017        |
| FFM051  | Cartouche                                 | A Venir                                              | LP/CD       | 2017        |
| FFM050  | V/A                                       | Hate The State Vol III                               | -           | coming 2019 |
| FFM049  | Les Partisans                             | Rallumer Tous Les Soleils                            | LP/CD       | 2017        |
| FFM048  | T-Killas                                  | Kicking the Pressure                                 | EP          | 2017        |
| FFM047  | Les Partisans / The Inciters Meeting Soul | Split                                                | 7"/EP       | 2016        |
| FFM046  | Quartier Libre                            | Un peu justes...                                     | CD          | 2016        |
| FFM045  | RPG-7                                     | Vuelta Al Barrio                                     | LP          | 2016        |
| FFM044  | Stumbling Pins                            | Common Angst                                         | LP/CD/DIG   | 2016        |
| FFM043  | Action Sedition / Bull Brigade            | Héritiers Des Luttes D’hier, Militants d’Aujourd’hui | 10"         | 2016        |
| FFM042  | Bull Brigade                              | Vita Libertà                                         | CD          | 2016        |
| FFM041  | Lorelei                                   | Déferlantes                                          | LP + CD     | 2016        |
| FFM040  | Les Trois Huit                            | Les Trois Huit                                       | LP/CD       | 2015        |
| FFM039  | Moscow Death Brigade / What We Feel       | Here To Stay                                         | EP/CD       | 2015        |
| FFM038  | Stumbling Pins                            | Lifetime Crisis                                      | EP          | 2014        |
| FFM037  | Moscow Death Brigade                      | Hoods Up                                             | 12"/CD      | 2014        |
| FFM036  | The Rebel Spell                           | It’s a beautiful future                              | CD          | 2011        |
| FFM035  | Wasted Youth                              | Remembering means fighting                           | EP          | 2011        |
| FFM034  | V/A                                       | Rote Hilfe – der Sampler                             | CD          | 2011        |
| FFM033  | -                                         | -                                                    | -           | -           |
| FFM032  | Brixton Cats                              | Quartier Maudit                                      | LP          | 2015        |
| FFM031  | Opcio K-95                                | Reneix                                               | LP          | 2010        |
| FFM030  | -                                         | -                                                    | -           | -           |
| FFM029  | Opcio K-95 / Brixton Cats                 | Split                                                | EP          | 2009        |
| FFM028  | From the depths                           | Germinate                                            | LP          | 2010        |
| FFM027  | Class War Kids                            | Reflection! Rage! Rebellion!                         | CD          | 2010        |
| FFM026  | Inner Terrestrials                        | Escape From New Cross + Enter The Dragon             | CD          | 2009        |
| FFM025  | Jeunesse Apatride                         | Black Block'n'Roll/La victoire sommeille             | LP          | 2009        |
| FFM024  | Jeune Seigneur                            | Tonnerre de Brest                                    | MCD         | 2008        |
| FFM023  | Argies                                    | Quien Despierta                                      | CD          | 2008        |
| FFM022  | Betagarri                                 | Hamaika Gara                                         | CD          | 2007        |
| FFM021  | Brigada Flores Magon                      | Tout pour tous                                       | LP/CD + DVD | 2007        |
| FFM020  | V/A                                       | ViertelFund Bewegung                                 | CD          | 2007        |
| FFM019  | V/A                                       | Hate the state Vol. II                               | CD          | 2007        |
| FFM018  | Jeunesse Apatride                         | Larmes aux poings                                    | LP/CD       | 2008        |
| FFM017  | Obrint Pas                                | Benvingut al paradis                                 | CD          | 2007        |
| FFM016  | Esclaves Salaries                         | Ca augure mal                                        | CD          | 2006        |
| FFM015  | V/A                                       | Make capitalism history                              | CD          | 2007        |
| FFM014  | Banda Bassotti                            | Vecchi Cani Bastardi                                 | LP          | 2006        |
| FFM013  | Brixton Cats                              | Brixton Cats                                         | CD/LP       | 2006        |
| FFM012  | Dulces Diablitos                          | Infierno el Viento Lleva                             | CD          | 2005        |
| FFM011  | RSO                                       | Fehlstaat                                            | CD          | 2005        |
| FFM010  | -                                         | -                                                    | -           | -           |
| FFM009  | Argies                                    | Al limite de las utopias                             | LP/CD       | 2005        |
| FFM008  | V/A                                       | Hate the State                                       | CD          | 2005        |
| FFM007  | Jeunesse Apatride                         | La victoire sommeille                                | CD          | 2005        |
| FFM006  | Obrint Pas                                | La Flama                                             | CD          | 2004        |
| FFM005  | Opcio K-95                                | Terra Cremada                                        | CD          | 2004        |
| FFM004  | Brigada Flores Magon                      | Rock or Die                                          | LP/CD       | 2003        |
| FFM003  | Jeunesse Apatride                         | Black Block'n'Roll                                   | CD          | 2004        |
| FFM002  | Guardia Negra                             | Adrenalina                                           | CD          | 2003        |
| FFM001  | Czolgosz                                  | Saipan                                               | EP          | 2002        |